# ديفيد كورير
ديفيد كورير (بالإنجليزية: David Currier)‏ هو متزحلق جبال الألب أمريكي، ولد في 20 أبريل 1952.

## وصلات خارجية
- ديفيد كورير على موقع الاتحاد الدولي للتزلج (التزلج على المنحدرات الثلجية) (الإنجليزية)
- ديفيد كورير على موقع أوليمبيديا (الإنجليزية)